# Langlade (otok)
Langlade (također zvan i Petite Miquelon, tj. Mali Mikelon) dio je otočja Sveti Petar i Mikelon. Ovaj otok s površinom od 91 km² je od 18. stoljeća prevlakom spojen s otokom Mikelonom (Grande Miquelon tj. Veliki Mikelon). Ovaj otok danas nije stalno naseljen, ali do srpnja 2006. na njemu je živio Charles Lafitte koji je bio jedini stalni stanovnik otoka.
Upravno je Langlade dio općine Miquelon-Langlade. Tijekom ljeta ovdje se dolaze odmarati mnogi stanovnici Saint-Pierrea, tako da privremena ljetna populacija doseže i do 1000 stanovnika.

## Vanjske poveznice
- Turističke informacije o otocima Sveti Petar, Mikelon i Langlade